# Tonkünstler-Societät

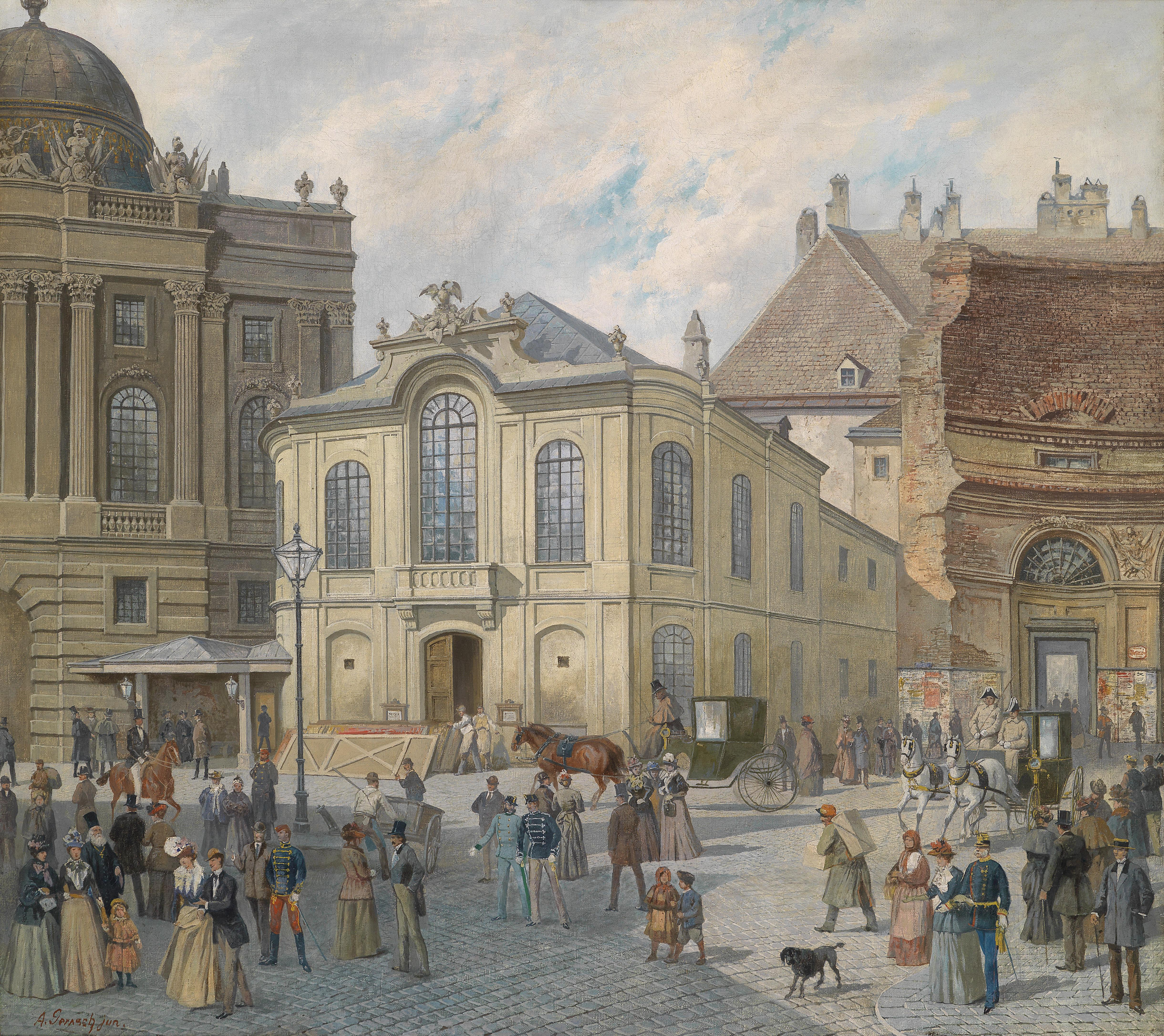
Représentation par August Gerasch de l'ancien Burgtheater au XIXe siècle, où se déroulent un certain nombre de concerts de la Tonkünstler-Societät.

La Tonkünstler-Societät (ou Tonkünstler-Sozietät, « Société des musiciens » ) est une société de bienfaisance pour les musiciens de Vienne, qui dure du milieu du XVIIIe siècle au milieu du XXe siècle. Son but est de « soutenir les musiciens retraités et leurs familles ». À partir de 1772, la société organise une série de concerts de bienfaisance, souvent avec de grands groupes d'interprètes, au cours desquels sont interprétées des œuvres des principaux compositeurs de la période classique, notamment Joseph Haydn, Wolfgang Amadeus Mozart et Ludwig van Beethoven.

## Histoire

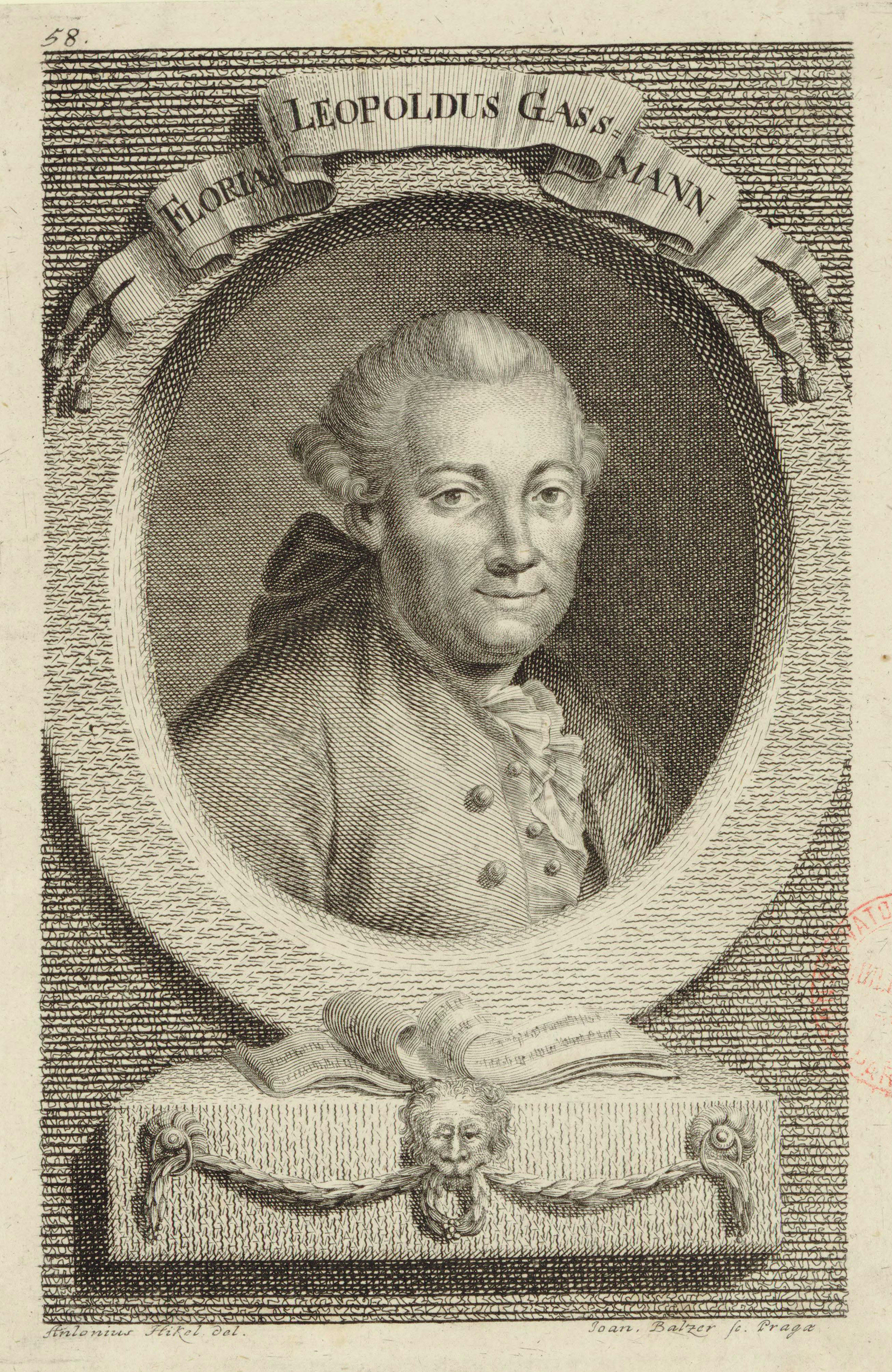
Florian Gassmann, gravure de 1775 par.

La Société est fondée par Florian Gassmann en 1771. Elle est également connue sous le nom de « Gesellschaft der Wiener Tonkünstler zum Unterhalte ihrer Witwen und Waisen » , c'est-à-dire « Société des musiciens viennois pour le soutien de leurs veuves et orphelins ». Jusqu'en 1811 (année de la fondation de la Gesellschaft der Musikfreunde), elle est la seule organisation privée à offrir des concerts à Vienne.
La Société est fortement soutenue par l'aristocratie (qui est, avec l'Église, le principal employeur de musiciens à l'époque). Dans son décret (23 février 1771) autorisant la fondation de la Société, l'impératrice Marie-Thérèse d'Autriche fait également une contribution initiale au fonds de la Société d'un montant de 500 ducats (environ 2000 florins). Plus tard, le diariste Karl von Zinzendorf observe que la participation aux concerts de charité de la Société est considérée comme une sorte de devoir pour les membres de la noblesse. La Société sert de modèle à des organisations comparables, non seulement dans l'Empire autrichien mais aussi à Berlin (1801) et à Saint-Pétersbourg (1802).
Les représentations de la Société sont données selon un calendrier qui reste assez constant au fil des ans : deux représentations au moment de Pâques, et deux autres juste avant Noël. Dans ses premières années, l'organisation est assez aventureuse, montant des représentations d'œuvres nouvelles ou récentes. Vers 1800, le traditionalisme s'installe, et les programmes mettent désormais l'accent sur la musique qui est devenue vénérable, y compris de nombreuses représentations (initialement dirigées par le compositeur) des deux grands oratorios de Haydn, La Création et Les Saisons. En effet, en 1862, l'organisation se rebaptise du nom de Haydn : (Haydn, Witwen- und Waisen-Versorgungs-Verein der Tonkünstler in Wien = « Haydn : Société des musiciens pour le soin des veuves et des orphelins à Vienne » ).
La Société perdure jusqu'en 1939, date à laquelle le 9 mars, le gouvernement national-socialiste allemand l'abolit ; l'Allemagne a annexé l'Autriche l'année précédente (l'Anschluss).
Du point de vue de l'histoire de la musique, la plus grande importance de la Société se situe dans sa première période, jusqu'au début des années 1800, lorsqu'elle joue un rôle important dans la création ou la diffusion d'œuvres musicales encore acclamées à ce jour. Par la suite, après que les concerts publics se soient multipliés ailleurs et que la programmation de la Société soit devenue conservatrice, l'importance historique de la Société diminue et les mentions de l'organisation dans les travaux des spécialistes de la musique sont rares.

## Les forces vives de la Société
La Société est inhabituelle par la taille des orchestres et des chœurs qui participent à ses concerts. Pour les concerts des 1er et 3 avril 1781, où Mozart fait sa première apparition avec la Société (voir ci-dessous), il y a 40 violons, 8 altos, 9 violoncelles, 11 contrebasses, 2 flûtes, 7 hautbois, 6 bassons, 2 cors anglais, 4 cors, 2 trompettes et 1 timbalier, soit un total de 92 personnes. Le chœur compte un total combiné de 28 sopranos et altos (tous des garçons), 13 ténors et 13 basses, soit un total de 146 interprètes. Des effectifs comparables sont employés les autres années. Dans une lettre adressée à son père Leopold, Mozart s'émerveille de la taille de l'orchestre et se réjouit de la qualité de sa symphonie lors du concert.
Ces chiffres sont rendus possibles par le fait que la participation aux concerts de la Société est obligatoire pour tous les membres (sinon ils doivent payer une petite somme en compensation). En outre, certains membres potentiels de la Société se produisent également.
Dexter Edge (en) suggère qu'il ne faut pas supposer que de telles forces sont utilisées pour tous les numéros du programme ; les concertos en particulier utilisent peut-être simplement un sous-ensemble de musiciens pour un meilleur équilibre.

## Relations avec les grands compositeurs de l'époque classique
Bien que la Société soit fréquemment mentionnée dans les biographies de Haydn, Mozart et Beethoven, seul Haydn en fait partie, et ce dans des circonstances exceptionnelles. Haydn compose sa première œuvre pour la Société en 1773 (Il ritorno di Tobia ; voir ci-dessous). En 1778, il adhère à la Société et paie ses frais d'inscription, mais on lui demande en plus d'écrire gratuitement d'autres compositions à la demande de la Société. Haydn refuse et sa demande d'adhésion est rejetée. Les relations entre Haydn et la Société restent froides pendant un certain temps. En 1781, ils ne parviennent pas à se mettre d'accord pour la reprise de Il ritorno di Tobia, mais pour les concerts du printemps 1784, ils parviennent à un arrangement. Les œuvres de Haydn continuent par la suite à figurer dans les programmes de la Société. Haydn n'est finalement membre qu'en 1797 ; à ce moment-là, ses nombreuses contributions aux concerts de charité de la Société au fil des ans amènent la Société à le nommer membre honoraire.
Mozart tente de devenir membre en 1785, à peu près au moment où son Davide penitente est joué par la Société (voir ci-dessous). La procédure de candidature est bloquée en raison de l'obligation faite à Mozart de produire son acte de naissance (il est né dans la lointaine Salzbourg, ce qui rend la chose plus difficile). Mozart promet à deux reprises de le fournir, mais ne l'a jamais fait. Sa lenteur n'est pas judicieuse, car à sa mort en 1791, il laisse à la fois de nombreuses dettes et une femme (Constanze Mozart) avec deux jeunes enfants. Heureusement, Constanze se trouve être une femme d'affaires avisée et réussit finalement à obtenir la prospérité grâce à la publication des œuvres de son mari.
Bien que ses œuvres soient interprétées par la Société, Beethoven n'est jamais inscrit en tant que membre, mais la Société l'honore pour ses services (tout comme Haydn) en lui offrant un laissez-passer pour tous ses concerts.

## Haydn, Mozart, Beethoven, Mendelssohn dans les concerts de la Société
Le plus souvent, un concert de la Société programme une grande œuvre (généralement un oratorio), complétée par des œuvres plus petites, souvent pour solistes ou petits ensembles. Les petites œuvres sont généralement choisies de manière à être différentes les deux soirs où le concert est donné. Haydn est représenté plusieurs fois en tant que compositeur de la grande œuvre et parfois des petites œuvres ; au cours de leur vie, Mozart et Beethoven sont les compositeurs de la grande œuvre une seule fois chacun, et plusieurs fois des petites œuvres.

### Haydn

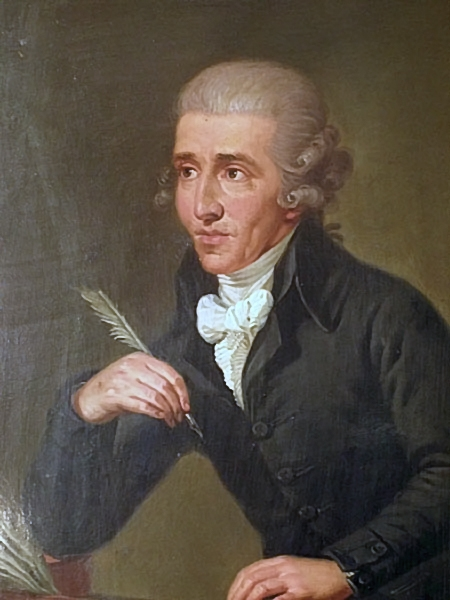
Haydn tel qu'interprété par Ludwig Guttenbrunn.

- 2 et 4 avril 1775 : Joseph Haydn dirige les premières représentations de son oratorio Il ritorno di Tobia ; l'œuvre est commandée par la Société. Le livret de l'œuvre est en italien, ce qui reflète la pratique de la Société dans ses premières années, suivant la tradition de la cour impériale ; plus tard, la Société s'oriente vers des œuvres en langue allemande[13]. Haydn fait venir de la cour d'Esterházy la plupart des solistes vocaux pour son oratorio, ainsi que ses collègues pour jouer les concertos des œuvres plus courtes : son violon solo Luigi Tomasini joue un concerto pour violon le 2, Xavier Marteau un concerto pour violoncelle le 4[14]. Smither écrit : « L'oratorio a eu un énorme succès et a attiré l'attention des Viennois sur l'extraordinaire capacité de Haydn »[15].
- 17 mars 1777. Diverses œuvres sont jouées, dont un chœur de Il ritorno di Tobia[16].
- 12 et 14 mars 1780. Diverses œuvres, dont le 14 une "grande symphonie nouvelle" de Haydn[17].
- 23 et 23 décembre 1783 : " symphonies " et chœurs de Haydn, que l'on pense être tirés de Il ritorno di Tobia[18]. L'œuvre de Mozart est également représentée ; voir ci-dessous. Ce concert est supposé être l'occasion de la première rencontre entre Haydn et Mozart, qui devinrent de bons amis[19].
- 28 et 30 mars 1784 : Haydn dirige son Il ritorno di Tobia dans une version révisée avec deux nouveaux chœurs[20]. Cette fois, les solistes vocaux sont d'éminents chanteurs basés à Vienne, dont Caterina Cavalieri et Nancy Storace[9].
- 13 et 17 mars 1785 : la première partie comprend une symphonie de Haydn. Pour la programmation principale, voir la même date sous "Mozart" ci-dessous.
- 15 et 16 avril 1792 : Un programme de divers compositeurs, dont une symphonie et un chœur de Haydn, alors absent de Vienne pour le premier de ses deux séjours à Londres[21].
- 23 et 24 mars 1793 : Haydn, maintenant de retour à Vienne, dirige les exécutions de trois de ses symphonies londoniennes (en) récemment achevées[22].
- 12 et 13 avril 1794 : Un programme de divers compositeurs, dont la symphonie « La surprise » de Haydn. Haydn est à nouveau en déplacement à Londres pour son deuxième voyage[22].
- 1 et 2 avril 1798 : Haydn dirige ses Sept Dernières Paroles du Christ lors de la première publique de la nouvelle version avec parties chorales[23]. Le premier soir, Beethoven a une part dans le programme ; voir ci-dessous.
- 22 et 23 décembre : Première de l'aria de concert Solo et pensoso de Haydn, interprétée par la soprano "Demoiselle Flamm". La Symphonie militaire est également jouée.
- 17 et 18 mars 1799 : Les Sept Dernières Paroles sont à nouveau jouées sous la direction de Haydn.
- 22 et 23 décembre 1799 : Première représentation par la Société de La Création de Haydn, sous la direction du compositeur. L'œuvre est manifestement si populaire que la Société peut augmenter sa collecte de fonds en doublant le prix normal des billets[24].
- 1800 : Les quatre représentations de cette année sont celles de La Création[24]. Haydn, dont la santé devient précaire, passe la tâche de diriger les représentations de décembre à Paul Wranitzky[25].
- Printemps 1801 : De nouveau Les Sept Dernières Paroles sous la direction de Haydn[26].
- 22 et 23 décembre 1801 : La première représentation par la Société des Saisons de Haydn, sous la direction du compositeur[24].
- 1802 : Les quatre représentations de cette année-là sont toutes des Saisons[27].
- 1808 : Il ritorno di Tobia de Haydn fait une troisième apparition, cette fois dans une version révisée par l'élève du compositeur âgé, Sigismund Neukomm[28]. La représentation du 22 décembre nécessite le travail de la plupart des musiciens hautement qualifiés de Vienne, avec des conséquences regrettables pour un concert désormais célèbre (en) qui a lieu à Vienne le même soir, au bénéfice pour Ludwig van Beethoven.

Haydn meurt en 1809. La Création et les Saisons sont restées, au fil des décennies, des œuvres fréquemment choisies par la Société pour être jouées.

### Mozart

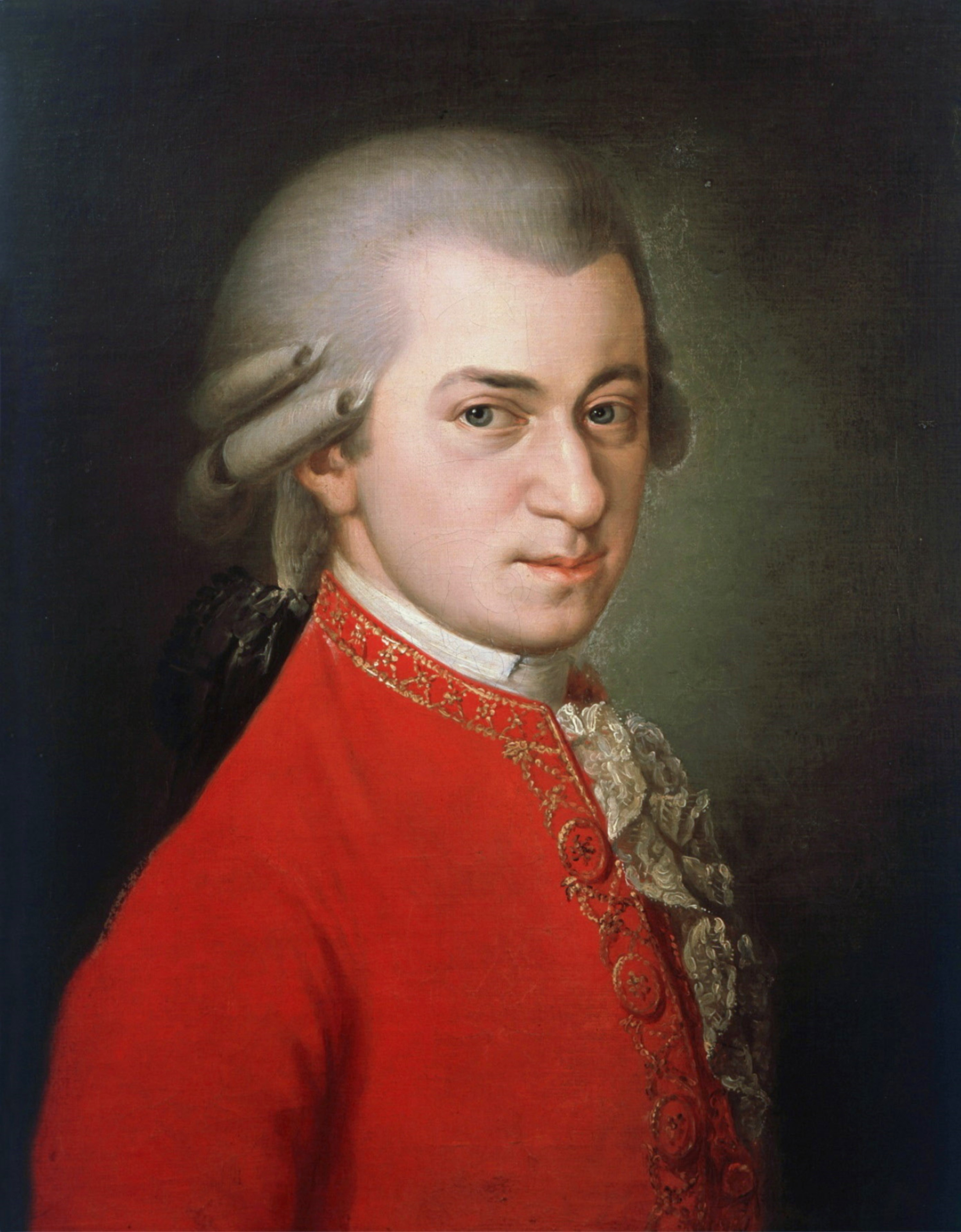
Portrait posthume de Mozart par Barbara Kraft (1819), d'après des originaux peints de son vivant.

- 21 et 25 mars 1773. L'œuvre principale du programme est Santa Elena al Calvario, un oratorio de Johann Adolf Hasse. Le concert comprend également les débuts publics à Vienne des deux frères clarinettistes Anton et Johann Stadler, qui doivent jouer dans de nombreuses œuvres de Mozart après son installation à Vienne dans les années 1780 ; voir notamment les 22 et 23 décembre 1789 ci-dessous[29],[11].
- 1er et 3 avril 1781 : Le drame musical Die Pilgrime auf Golgatha de Johann Georg Albrechtsberger. Les solistes vocaux sont Caterina Cavalieri, Therese Teyber, Johann Valentin Adamberger et Ludwig Fischer, tous membres de la compagnie d'opéra allemande de l'empereur Joseph II, qui tiennent les rôles principaux lors de la première de Die Entführung aus dem Serail de Mozart l'année suivante. Pour la représentation du 3 avril seulement, le programme est augmenté ; c'est la première apparition publique de Mozart adulte à Vienne. Une symphonie de Mozart est jouée, qui, selon Otto Erich Deutsch, est la no 34. Il improvise également au piano. Mozart n'est arrivé que récemment à Vienne, où il va passer le reste de sa carrière, et est encore au service de l'archevêque Colloredo[11]. La Société doit faire pression sur l'archevêque pour obtenir les services de Mozart[30].
- Les 23 et 23 décembre 1783 : Le programme comprend " un nouveau rondo " de Mozart chanté par Adamberger ; Deutsch suggère que cette œuvre est Misero ! o sogno!/Aura che intorno, K. 431[31]. Le 22 seulement, le programme comprend également un concerto pour piano de Mozart avec le compositeur comme soliste[20]. Ce concert est supposé être l'occasion de la première rencontre entre Haydn et Mozart, qui deviennent de bons amis.
- 13 et 17 mars 1785 : En deuxième partie est jouée la première du Davide penitente, K. 469 de Mozart, qui est commandé par la Tonkünstler-Societät. La majeure partie de la musique est dérivée de la Grande Messe en ut mineur K. 427 (1782-83), restée inachevée. La représentation a lieu au Burgtheater. De manière inhabituelle, ces représentations sont peu suivies ; la première nuit ne rapporte que 733 florins (216 payés par l'Empereur), et la deuxième nuit seulement 163 florins d'un public d'environ 200 personnes[32].
- 22 et 23 décembre 1785. L'oratorio Esther  de Carl Ditters von Dittersdorf, dirigé par Antonio Salieri. Entre les deux parties, le concert du 22 décembre présente un concerto pour violon joué par Joseph Otter ; le 23, Mozart occupe ce créneau horaire en jouant un de ses concertos pour piano (non identifié). Le critique du Wiener Zeitung écrit : « Nous nous abstenons de mentionner l'accueil favorable [du concerto de Mozart], car nos éloges sont superflus au vu de la renommée méritée de ce maître »[33].
- 22 et 23 décembre 1789 : La cantate Il natale d'Apollo de Vincenzo Righini est jouée au Burgtheater . La belle-sœur de Mozart, Josepha Hofer, qui chante plus tard la première Reine de la nuit dans La Flûte enchantée, est l'une des solistes vocales ; les autres collègues de Mozart qui chantent sont Cavalieri (voir ci-dessus) et Vincenzo Calvesi (en) (le premier Ferrando dans Così fan tutte). Lors du concert du 22 décembre, on entend également la première exécution connue du quintette pour clarinette de Mozart. Le clarinettiste est l'ami de Mozart, Anton Stadler[34].
- 16 et 17 avril 1791 : Lors d'un concert avec la musique de plusieurs compositeurs, la musique de Mozart est à nouveau représentée : un air est chanté par sa belle-sœur Aloysia Lange, et une " grande symphonie " est jouée[35]. Rushton suggère que cette dernière est la 40e symphonie, dans sa version révisée avec des parties de clarinette[36].

Mozart est mort en 1791.
- 22 et 23 décembre 1815. L'œuvre principale est l'oratorio Alexander's Feast de Haendel, dans la version révisée par Mozart avec des parties de vents supplémentaires[37].
- 27 et 28 mars 1836. L'œuvre principale est l'oratorio Messiah de Haendel, dans la partition révisée par Mozart avec des parties de vents supplémentaires[38].

### Beethoven

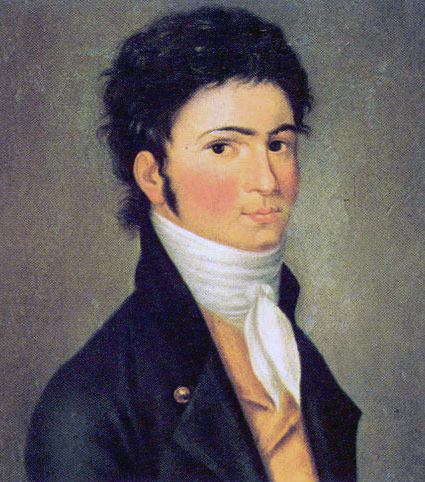
Beethoven en 1801, mis en portrait par Carl Traugott Riedel.

- 29 mars 1795 : première apparition publique de Beethoven en concert à Vienne. Il joue l'un de ses deux premiers concertos pour piano ; lequel n'est pas connu[39]. Première de l'oratorio Gioas re di Giuda d'Antonio Casimir Cartellieri en complément de deux de ses symphonies en ut mineur et en mi bémol majeur.
- 23 décembre 1797 : au programme, l'ensemble des variations de Beethoven sur l'air de Là ci darem la mano (en) de l'opéra Don Giovanni de Mozart, pour deux hautbois et cor anglais[12].
- 1 et 2 avril 1798 : Dans un concert dont l'œuvre principale est Les Sept Dernières Paroles du Christ de Haydn (voir ci-dessus), Beethoven a sa part dans le programme de la première soirée, en interprétant la partie de piano dans son quintette pour piano et vents.
- 30 et 31 mars 1817 : œuvres du désormais célèbre Beethoven : sa Septième Symphonie et son oratorio Christus am Ölberge[40].
- 24 et 26 mars 1839 : le programme comprend des œuvres de Beethoven, décédé en 1827 : le deuxième mouvement de la Septième Symphonie et sa cantate Der glorreiche Augenblick (en), interprétée sur un texte de Friedrich Rochlitz intitulé Preis der Tonkunst (« À la louange de la musique »)[41].

### Mendelssohn
- 22 et 23 décembre 1857 : Elias de Felix Mendelssohn (1809-1847)[42]. L'œuvre, créée ailleurs en 1846, a rejoint les rangs des œuvres classiques susceptibles d'être interprétées par une société d'oratorio.